# Вацлав Стрибърни
Вацлав Стрибърни (на чешки: Václav Stříbrný) е чешко-български ботаник, учител и градинар. Основоположник на южнобългарското овощарство, зеленчукопроизводство, пчеларство и паркоустройство. Той въвежда културата на ягодите и аспержите в България.

## Биография
Роден е на 15 април 1853 г. в село Лидице, близо до Прага, Австрийска империя. Натрупва голям практически опит в историческите паркове и градини: на 12-годишна възраст постъпва на работа в градините на Фердинанд IV, на осемнадесет е практикант при граф Кински до Прага. Посещава вечерните и празничните курсове по общообразователни предмети при Индустриалното училище в Прага, както и празничните специални курсове по ботаника в университетската ботаническа градина при проф. Августин Карел в Прага. В 1881 г. завършва с отличен успех Помологическия институт в Троя, днес квартал на Прага. След това в продължение на три години е помощник-градинар при проф. Бенедикт Заезел.
През 1883 г. е поканен от Директората на Източна Румелия за учител в Земеделското училище в Садово, където работи в продължение на 37 години. Създава училищна сортиментна градина и парка около училището.
След пенсионирането си се установява при най-малкия си син Лудвиг в София. Постъпва в Ботаническия отдел на Централния земеделски научноизследователски институт, а от 1924 до 1930 г. в Земеделския отдел, в който през 1925 – 1927 г. е помощник-началник, като продължава събирането и хербаризирането на растителни видове.
На 1 май 1933 г. за големите му заслуги към българската ботаника е избран за почетен член на Българското ботаническо дружество. През същата година е избран и за почетен член на Българска академия на науките.
Отличен е с ордените „Св. Александър“ VI степен, „Св. Александър“ IV степен и „За граждански заслуги“ IV степен.
Умира на 28 юни 1933 г. в София.
Част от личния му архив се съхранява във фонд 1543К в Централен държавен архив. Той се състои от 11 архивни единици от периода 1903 – 1962 г.

## Ботаническа дейност
В периода 1889 – 1904 г. обикаля околностите на Садово и Пловдив, северните склонове на Родопите в района на Асеновград, Добростан, Пещера, Тополовград, Бесапарските ридове, както и районите на Чирпан, Хасково, Пазарджик, Харманли в Горнотракийската низина, Черноморското крайбрежие – от Варна до Каварна, Средна гора – в района на Стара Загора и Свежен, Стара планина – при Калофер, Рила – в района на връх Мусала и Елени връх. По време на тези пътувания събира стотици видове растения, които изпраща на Йосиф Веленовски за определяне и публикуване, в резултат на което излиза книгата на Веленовски Flora Bulgarica (Прага, 1891). Голяма част от растенията са нови за България, а над 100 вида са нови за науката – 31 вида от тях са си запазили таксономията, 27 са с променен ранг, а 45 са преминали в синонимиката. Растителните видове, които са открити от Вацлав Стрибърни и са описани от Йосиф Веленовски, и са запазили таксономичната си стойност са: Achillea thracica, Alyssum stribrnyi, Alcana stribrnyi, Barbarea longirostris, Bromus squarosus var. multiflorus, Buglossoides glandulosa, Carduus rhodopaeus, Campanula moesiaca, Centaurea inermis, Cerastium semidencandrum var. rotundifolia, Fritillaria stribrnyi, Genista depressa subsp. moesica, Koeleria gracilis var. obscura, Koeleria gracilis var. elatior, Lavatera thuringiaca var. bulgarica, Merendera rhodopaea, Myosotis aspera, Muscari pyramydatum, Nepeta cataria var. rhodopaea, Onosma rhodopaea, Satureja rumelica, Trifolium alpestre var. angustum, Triffolium lappaceum subsp. adranopolitanum, Trifolium medium subsp. skorpili, Trifolium scabrum subsp. turcicum, Thymus moesiacus, Thymus rhodopaea, Valerianella coronata var. stribrnyi, Verbascum nobile и Verbascum thracicum.
Йосиф Веленовски дава името на Стрибърни на 15 нови за науката растения: Alcana stribrnyi, Alyssum stribrnyi, Anthemis stribrnyi, Astragalus stribrnyi, Bromus stribrnyi, Centaurea stribrnyi, Crepis stribrnyi, Carex vulpina subsp. stribrnyi, Dianthus stribrnyi, Fritillaria stribrnyi, Potentila taurica var. stribrnyi, Saxifraga porophylla var. stribrnyi, Sedum stribrnyi, Thymus stribrnyi, Valerianella coronata var. stribrnyi.
Създава хербарии между 12 000 и 15 000 листа към Централния земеделски научноизследователски институт, но колекцията е пострадала по време на бомбардировките над София през Втората световна война. Негови хербарии се съхраняват в Ботаническия институт на Карловия университет в Прага, в Института по биоразнообразие и екосистемни изследвания при Българска академия на науките, в Катедрата по ботаника към Биологическия факултет на Софийския университет, в Аграрния университет в Пловдив.

## Публикации
Написва над 25 учебника по овощарство, градинарство, цветарство, практически ръководства.
Автор е на около 50 статии по различни селскостопански въпроси, публикувани главно в списание „Садово“ и вестник „Орало“. Някои от тях са:
- Стрибърни, Вацлав. Асперж //  Садово 4, № 9 – 12.   1901. с. 354 – 360.
- Стрибърни, Вацлав. Ревен – Рабарбара (Rheum.) //  Садово 9, № 7 – 8.   1906. с. 224 – 226.
- Стрибърни, Вацлав. Сливи марабелки //  Садово 9, № 3.   1906. с. 87 – 88.
- Стрибърни, Вацлав. Arundo donax. Прът за колове на лозите //  Садово 13, № 3.   1910. с. 89 – 90.
- Стрибърни, Вацлав. Хрянът (Armoracia rusticana или Cochlearia armoracia) //  Садово 14, № 3.   1912. с. 90 – 92.
- Стрибърни, Вацлав. Бояджийска черница (Maclura aurantiaca) //  Садово 16, № 9 – 10.   1914. с. 231 – 232.
- Стрибърни, Вацлав. Салвийки (Salvia) //  Садово 15, № 3.   1914. с. 80 – 82.
- Стрибърни, Вацлав. Из българската флора //  Садово 16, № 3 – 4.   1915. с. 46 – 49.